# English Civil War
English Civil War è un brano della band punk rock The Clash, estratto dal loro secondo album Give 'Em Enough Rope, e pubblicato come singolo.

## Il brano
La canzone nasce come ispirazione dal brano, risalente al periodo della guerra civile americana, When Johnny Comes Marching Home, che fu scritta dall'americano unionista Patrick Sarsfield Gilmore, e che è a sua volta derivata dalla canzone irlandese contro la guerra Johnny I Hardly Knew Ye.
Avendo conosciuto il brano a scuola, Joe Strummer propose al resto della band di aggiornarlo anche per denunciare e criticare l'ascesa durante gli anni '70 di forze politiche di estrema destra come il British National Front e infatti venne eseguita dalla band durante la manifestazione politico-musicale Rock Against Racism.

## Tracce
1. English Civil War – 2:35
2. Pressure Drop – 3:26

## Formazione
The Clash
- Mick Jones - chitarre, armonie vocali
- Joe Strummer - voce, chitarra ritmica
- Paul Simonon - basso, armonie vocali
- Topper Headon - batteria, percussioni

Crediti
- Sandy Pearlman - produttore